# Sea Monsters
Sea Monsters ("Monstres marins") és una sèrie de televisió en tres parts produïda el 2003 per la Unitat de Ciència de la BBC. La sèrie va utilitzar els mateixos efectes especials que s'havien fet servir a Caminant entre dinosaures i Walking with Beasts. El programa segueix les aventures del científic Nigel Marven a mesura que viatja enrere i endavant en el temps per observar els animals marins més ferotges de tots els temps.
Els episodis van ser interpretada per l'investigador Vincent Campbell l'any 2008 com una evolució de les tècniques ja utilitzades a Walking with Dinosaurs, on es representava alguns animals afectant la càmera que els filmava, com la d'un tiranosaure rugint, provocant que la lent de la càmera estigui coberta de saliva. Campbell va afirmar que l'aparició de programes dirigits per un presentador sobre animals prehistòrics es podria veure com una manera d'incorporar la forma tradicional de representar-los com a "monstres de pel·lícules", però adaptant-la a un context documental de natura.
Aquest estil de presentació poc ortodox i enèrgic utilitzat per presentadors com Marven i Steve Irwin també ha tingut un punt de controvèrsia en els documentals sobre la vida salvatge moderna. El 2016, Campbell va mantenir la seva valoració anterior, escrivint que la inclusió de Marven, com passa amb les escenes on els animals afectaven la càmera en sèries anteriors, va servir per reforçar el realisme de la sèrie. Segons Campbell, les escenes en què Marven interactua amb animals es van "construir per coincidir amb escenes similars a les pel·lícules naturalistes dirigides pel presentador del motlle de Steve Irwin".

## Episodis

### Episodi 1

#### Setè mar més perillós de tots els temps
- Ordovicià – fa 450 milions d'anys
  - Cameroceras
  - Megalograptus
  - Astraspis
  - Isotelus

#### Sisè mar més perillós de tots els temps
- Triàsic – fa 230 milions d'anys
  - Cymbospondylus
  - Nothosaurus
  - Tanystropheus
  - Coelurosauria
  - Peteinosaurus
  - Peixos

#### Cinquè mar més perillós de tots els temps
- Devonià – fa 360 milions d'anys
  - Dunkleosteus
  - Bothriolepis
  - Stethacanthus

### Episodi 2: Into the Jaws of Death ("dins les mandíbules de la mort")

#### Quart mar més perillós de tots els temps
- Eocè – fa 36 milions d'anys
  - Basilosaurus
  - Dorudon
  - Arsinoitherium

#### Tercer mar més perillós de tots els temps
- Pliocè – fa 4 milions d'anys
  - Megalodon
  - Odobenocetops

### Episodi 3: To Hell, and Back? ("a l'infern, i de tornada?")

#### Segon mar més perillós de tots els temps
- Juràssic – fa 155 milions d'anys
  - Liopleurodon
  - Metriorhynchus
  - Leedsichthys
  - Hybodus

#### El mar més perillós de tots els temps
- Cretaci – fa 75 milions d'anys
  - Tylosaurus
  - Hesperornis
  - Halisaurus
  - Elasmosaurus
  - Archelon
  - Xiphactinus
  - Pteranodon
  - Tyrannosaurus
  - Squalicorax
  - peixos